# La Porte magique
La Porte magique est un jeu télévisé d'origine américaine présenté par Michel Robbe, avec Richard Adaridi, la voix-off, et diffusé du lundi au samedi à 19 h 00, du 14 septembre 1987 au 12 novembre 1988. Puis sous le titre Ali Baba du 14 novembre 1988 au 31 décembre 1988 sur La Cinq. 
L'émission était produite par Nicole Covillers.

## Origines

La Porte magique est adapté du format américain Break the Bank, créé par Ralph Andrews, présenté par Tom Kennedy et diffusé du 12 avril 1976 au 23 juillet 1976 sur ABC, puis du 18 septembre 1976 au 11 septembre 1977 en syndication.
Le jeu fait son retour présenté par Gene Rayburn et diffusé du 16 septembre 1985 au 23 mai 1986 en syndication. C'est cette dernière version de Break the Bank qui est adaptée en France.

## Déroulement des trois parties du jeu
La première partie du jeu voyait s'affronter deux équipes, chacune composée de deux candidats. L'animateur posait des questions devant faire trouver six réponses, chaque réponse étant un mot. À chaque mot trouvé, des secondes étaient gagnées, pouvant être utilisées dans la seconde partie du jeu. La totalité des six mots conduisait alors à trouver l'énigme. L'équipe trouvant deux énigmes remportait la partie (qui pouvait donc se dérouler en trois manches) et pouvait continuer le jeu, forte des secondes accumulées.
La deuxième partie du jeu commençait alors. Après l'ouverture de la porte magique, l'équipe gagnante trouvait derrière celle-ci un décor composé de multiples épreuves, chaque épreuve permettant de gagner le lot associé. Lors de l'évolution du jeu, un bonus temps fut ajouté : les candidats devaient alors presser un buzzer lorsque le signal retentissait pendant le jeu, pour gagner des secondes supplémentaires. Chaque épreuve remportée, en plus du cadeau, donnait droit à une carte numérotée. Après comptage des lots remportés, se déroulait la troisième et dernière partie, devant le coffre-fort.
Les candidats pouvaient alors introduire une à une les cartes remportées, l'une des cartes ayant en elle le code magique, permettant de remporter le gros lot de 50 000 francs.
L'animateur, durant cette dernière étape, pouvait proposer de racheter une ou plusieurs cartes contre de l'argent : les candidats avaient ainsi le choix entre un gain assuré mais plus faible (de l'ordre de 500 à 2 000 francs) et la possibilité de tenter le gros lot.

## Variantes télévisuelles et évolution
Une déclinaison de l'émission fut créée : En route pour l'aventure, diffusée à partir du 2 novembre 1988 le mercredi, animée également par Michel Robbe, les candidats étant des enfants, sponsorisée par la marque de jus de fruits Banga (le générique reprenant le thème musical de la publicité)
À partir du 14 novembre 1988, La Porte Magique fait peau-neuve et devient Ali Baba afin de donner un nouveau souffle au jeu et de réduire les coûts de productions de celui-ci[réf. souhaitée]. Le concept reste inchangé, le décor est inspiré des mille et une nuits, Michel Robbe est alors accompagné d'une présentatrice dont le pseudonyme est Harmony. L'émission est sponsorisée par les tapis Saint-Maclou.
Puis en 1989, le jeu disparaît de la grille des programmes. La case horaire revient à des séries américaines.

## Tournage
Les émissions étaient enregistrées aux studios VCF, sis à Boulogne-Billancourt, quartier du Point-du-Jour. Puis à la SFP aux studios des Buttes-Chaumont.

## Parodie
Les Nuls firent une parodie mêlant La Porte magique et La Roue de la fortune, intitulée La Roue magique. Ainsi, l'animateur campé par Alain Chabat s'appelait « Michel Jupe », et les deux jeux étaient caricaturés. Philippe Gildas jouait le rôle d'un candidat. Cette parodie faisait partie de l'émission TVN 595, elle-même parodiant une journée-type de télévision de l'époque.